# Кортумова гора (парк)
Парк «Корту́мова гора́» (укр. Парк "Кортумова гора") — парк во Львове (Украина). Расположен в западной части города, на склонах одноимённой горы, которая является продолжением массива Расточье к западу от наивысшей точки Львова — Высокого замка). Сама Кортумова гора в наивысшей точке достигает высоты 374 метра. Она является геологическим памятником природы (с 1984). Общая площадь парка «Кортумова гора» — 21,4 га.
Название происходит от фамилии губернского советника Эрнеста Кортума (умер в 1811 году), который в своём имении заложил сад, впоследствии ставший частью парка «Кортумова гора».
В 1672 году здесь находился лагерь гетмана Д. Дорошенко и его союзников-турок, которые осаждали Львов.

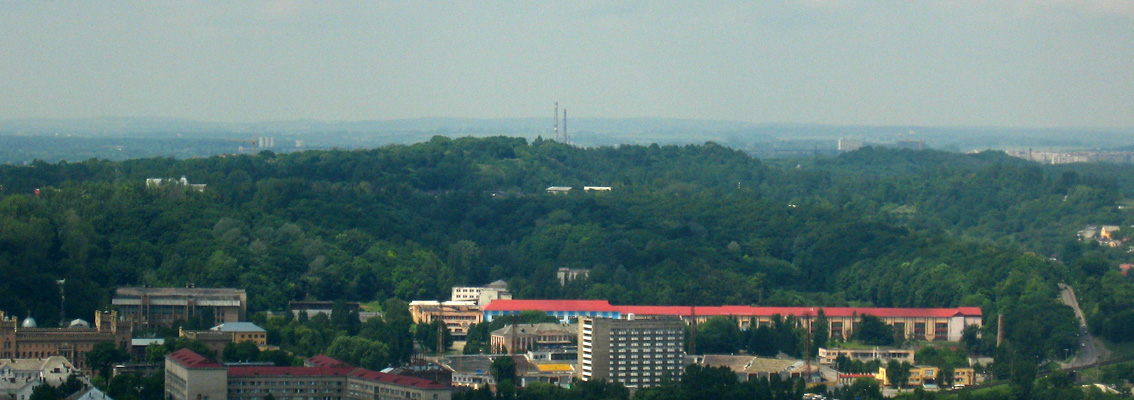
Кортумова гора и одноимённый парк, вид с кургана Люблинской унии